# Via Garibaldi (Catania)
Via Giuseppe Garibaldi è una delle vie più importanti di Catania e del suo centro storico; si snoda in rettilineo, da ovest ad est, tra la porta Garibaldi e la piazza del Duomo.
La via venne progettata e realizzata, sulla base di un tracciato antecedente, nell'ambito della ricostruzione della città distrutta dal terribile terremoto del 1693. Ha cambiato nome più volte: è stata infatti "via San Filippo", "via Ferdinandea" (dopo la costruzione della porta omonima) e infine dopo il 1860 via Garibaldi.
Il suo tracciato è perfettamente rettilineo ed ha origine nella centralissima piazza del Duomo, proprio in corrispondenza della fontana dell'Amenano. Non molto distante da questa sorge la caratteristica piazza Mazzini. Lungo la via sorgono numerosi i palazzi settecenteschi nobiliari e della borghesia mercantile del secolo successivo. Nei pressi della via Sant'Anna sorge la casa-museo dello scrittore Giovanni Verga con i mobili e gli arredi, i libri e gli oggetti dello scrittore. Vi si trova anche il palazzo Trewhella, ove abitò fino alla morte, nel 1909, l'imprenditore Robert Trewhella costruttore della Ferrovia Circumetnea.
Poco prima del termine incrocia l'importante via del Plebiscito.
Fino al 1949 era percorsa da una delle linee tranviarie cittadine.
Lungo la maggior parte della via sorgono numerosi negozi e attività commerciali che costituiscono da secoli il cuore pulsante del centro storico.